# Thomasomys ischyrus
Thomasomys ischyrus és una espècie de mamífer rosegador de la família dels cricètids. És endèmic dels vessants orientals dels Andes al Perú, on viu a altituds d'entre 3.000 i 3.350 msnm. Es tracta d'un animal terrestre. El seu hàbitat natural són els boscos montans. Està amenaçat per la desforestació, la fragmentació del seu medi i l'agricultura.